# يان زايفرت
يان زايفرت (بالألمانية: Jan Seifert)‏ (14 أكتوبر 1968 ببراند-إربيسدورف في ألمانيا - ) هو مدرب كرة قدم ولاعب كرة قدم ألماني (وحمل سابقاً جنسية ألمانيا الشرقية) في مركز الدفاع. لعب مع دينامو دريسدن وكيمنتزر ولوكوموتيف لايبزيغ ونادي فرايبورغ وFSV Krumhermersdorf ‏ ونادي أونترهاخينغ وFSV Zwickau ‏ و وVfB Leipzig ‏.

## وصلات خارجية
- يان زايفرت على موقع قاعدة بيانات كرة القدم.إي يو (الإنجليزية)
- يان زايفرت على موقع بيانات كرة القدم. دي إي (الألمانية)
- يان زايفرت على موقع عالم كرة القدم.نت (الإنجليزية)